# Stanisław Horno-Popławski

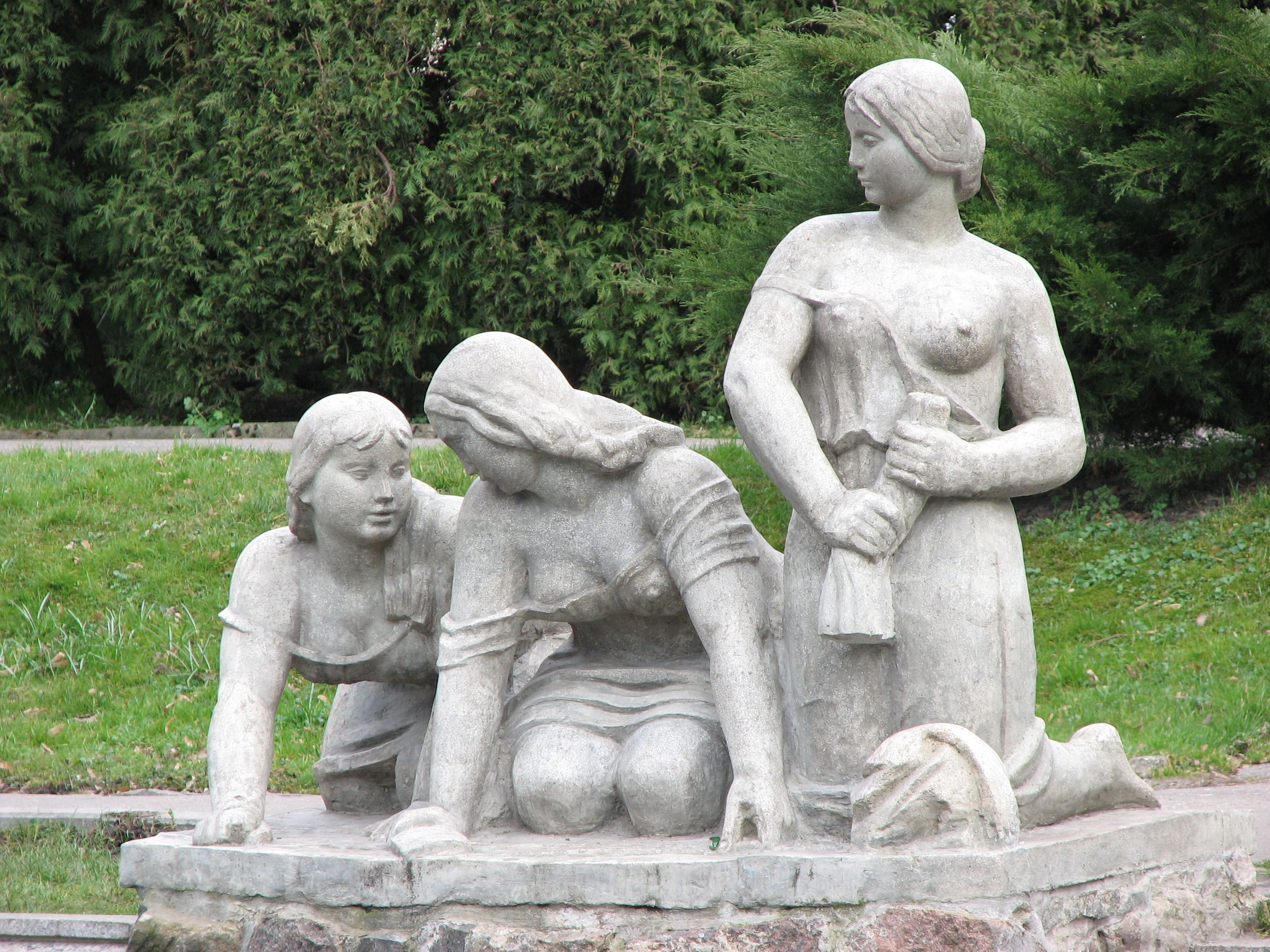
Praczki (1938) w Białymstoku

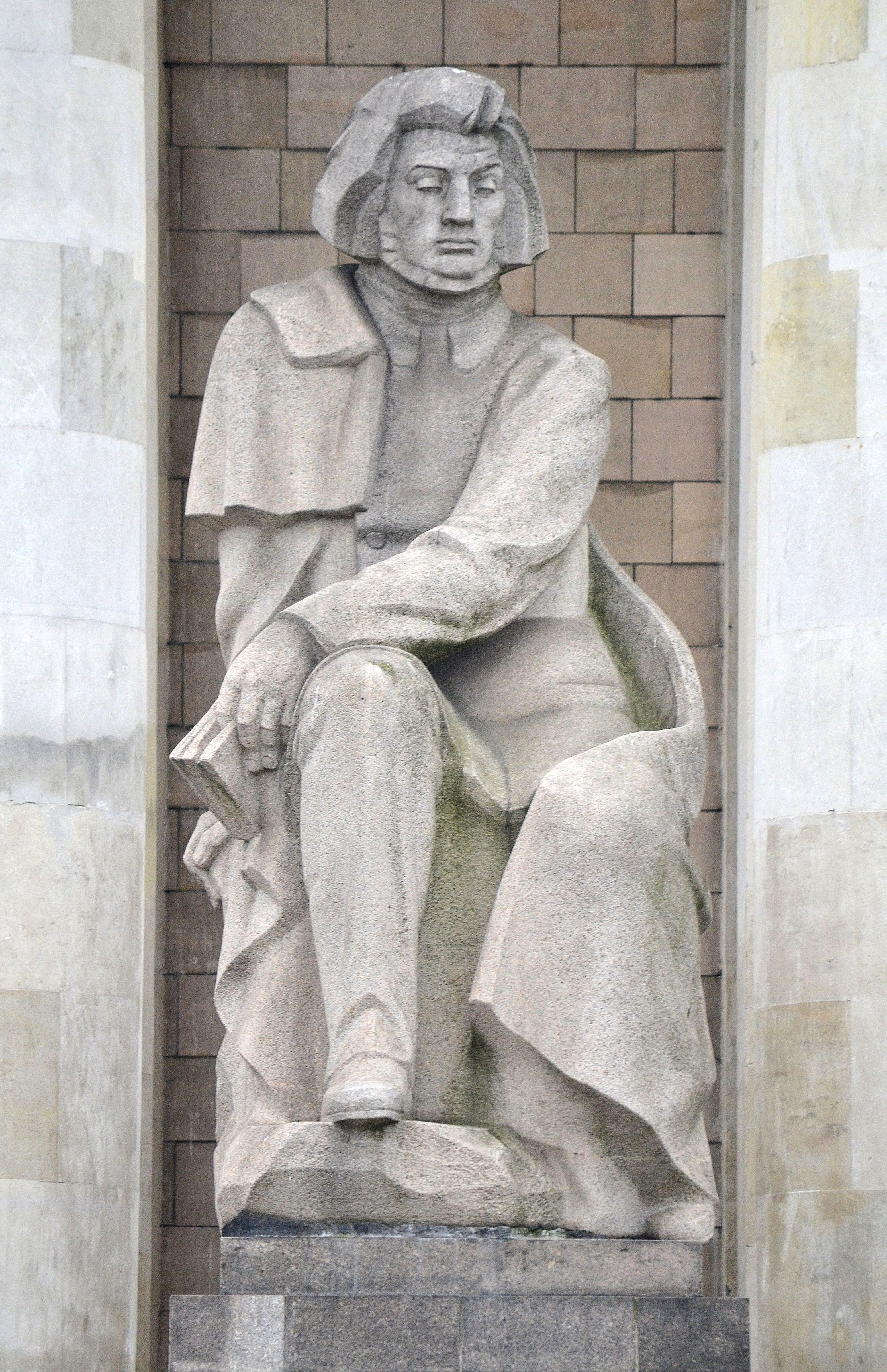
Pomnik Adama Mickiewicza przy wejściu głównym do Pałacu Kultury i Nauki (1955)

Stanisław Horno-Popławski (ur. 1 lipca?/14 lipca 1902 w Kutaisi, zm. 6 lipca 1997 w Sopocie) – polski rzeźbiarz i malarz, pedagog.

## Życiorys
Syn Józefa. Urodził się w gruzińskim Kutaisi z uwagi na fakt, że jego dziadek został zesłany na Kaukaz za udział w powstaniu styczniowym. W latach 1908–1922 mieszkał z rodziną w Moskwie, gdzie uczęszczał do gimnazjum (Korpus Kadetów), w którym zdał maturę. W 1922 przeniósł się z rodziną na Wileńszczyznę. Od 1923 do 1931 studiował w warszawskiej Szkole Sztuk Pięknych u prof. Tadeusza Pruszkowskiego (malarstwo) i u prof. Tadeusza Breyera (rzeźbę). W międzyczasie, w latach 1929–1930, odbył służbę wojskową w Szkole Podchorążych Rezerwy Piechoty w Zambrowie. W latach 1932–1939 prowadził zajęcia z rzeźbiarstwa na Wydziale Sztuk Pięknych Uniwersytetu Stefana Batorego w Wilnie, gdzie był asystentem, a następnie adiunktem. W okresie międzywojennym brał udział w konkursach uzyskując nagrody.
Walczył w kampanii wrześniowej. Trafił do niewoli, w latach 1939–1945 przebywał w Oflagu II C Woldenberg, gdzie prowadził kursy rysunku i malarstwa
Po wojnie zamieszkał w Białymstoku, gdzie został profesorem Szkoły Sztuk Pięknych, następnie w latach 1946–1949 jako profesor nadzwyczajny wykładał na Wydziale Sztuk Pięknych Uniwersytetu Mikołaja Kopernika w Toruniu, w latach 1946–1970 pracował w Państwowej Wyższej Szkole Sztuk Plastycznych w Gdańsku. W 1949 został Kierownikiem Wydziału Rzeźby i prowadził Pracownię Rzeźby oraz Pracownię Projektowania Rzeźbiarsko-Architektonicznego. Od 1951 prowadził Pracownię Rzeźby Wydziału Architektury i Studium Rzeźby, a od 1956 Wydziału Rzeźby. W latach 1953–1955 był głównym projektantem rzeźb przy odbudowie Głównego Miasta w Gdańsku. Rzeźby jego autorstwa znajdują się przy Długim Targu, na Bramie Zielonej i Bramie Złotej. W 1955 r. otrzymał tytuł profesora zwyczajnego. Dwukrotnie pełnił funkcję dziekana Wydziału Rzeźby PWSSP (1949–1950 i 1956–1960).
Początkowo prace Horno-Popławskiego utrzymane były w konwencji realistycznej. W ostatnich latach życia artysta coraz bardziej odchodził od klasyki w stronę kompozycji z nieznacznie tylko obrobionych polnych kamieni.
W 1970 przeszedł na emeryturę, w pełni poświęcając się pracy artystycznej.
W 1996 został uhonorowany tytułem doktor honoris causa Uniwersytetu Mikołaja Kopernika w Toruniu, a w 1997 tytułem doktor honoris causa Akademii Sztuk Pięknych w Gdańsku.
Był mężem Stanisławy Ingeborgi (Ingi) ze Skokowskich (1917–2008), rzeźbiarki, ojcem Andrzeja, architekta, Józefa i Jolanty, muzyka i pedagoga, od 1960 żony aktora Ryszarda Ronczewskiego.
Zmarł w Sopocie, pochowany na miejscowym cmentarzu komunalnym (sektor D-2-1).

## Najważniejsze prace
- Pomnik biskupa Władysława Bandurskiego w Wilnie (1938)
- Rzeźba Praczki w Białymstoku (1938)
- Pomnik Adama Mickiewicza przed Pałacem Kultury i Nauki w Warszawie (1955)[7]
- Pomnik Juliana Marchlewskiego we Włocławku (1964)
- Pomnik Henryka Sienkiewicza w Bydgoszczy (1968)
- Pomnik Marii Konopnickiej w Kaliszu (1969)
- Pomnik Karola Szymanowskiego w Słupsku (1972)
- Pomnik Jana Kilińskiego w Słupsku (1973)

## Ordery i odznaczenia
- Krzyż Komandorski z Gwiazdą Orderu Odrodzenia Polski (1959)
- Order Sztandaru Pracy II klasy (1969)
- Krzyż Kawalerski Orderu Odrodzenia Polski (15 lipca 1954)[1]
- Złoty Krzyż Zasługi (22 lipca 1952)[8]
- Medal „Za zasługi dla obronności kraju” (1969)
- Medal Honorowy Polskiego Komitetu Olimpijskiego za zasługi dla Polskiego Ruchu Olimpijskiego (1979)
- Odznaka honorowa „Za zasługi dla Gdańska” (1960)[9]

Źródło:.

## Nagrody
- II nagroda za Tenisistkę w konkursie przedolimpijskim na II Wystawie Sportowej „Sport w sztuce” w Instytucie Propagandy Sztuki (1931)[10][11]
- III nagroda na I Ogólnopolskiej Wystawie Plastyki (1950)[10]
- II nagroda na II Ogólnopolskiej Wystawie Plastyki (1951)[10]
- I nagroda na III Ogólnopolskiej Wystawie Plastyki (1952)[10]
- Nagroda Państwowa II stopnia (1953)[10][12]
- Nagroda Państwowa II stopnia za całość twórczości rzeźbiarskiej w minionym 10-leciu, ze szczególnym uwzględnieniem rzeźby Mickiewicz (1955)[10][13]
- Nagroda Państwowa I stopnia za całokształt twórczości w dziedzinie plastyki (1962)[5]
- Nagroda Ministra Kultury i Sztuki I stopnia (1962, 1965)[14]
- Złoty Medal XIX Międzynarodowego Biennale Sztuki we Florencji (1969)[5]
- Nagroda Prezydenta Miasta Sopot (1991)[14]
- Dyplom honorowy Związku Artystów Plastyków ZSRR (1979)[15]

## Upamiętnienie
W stulecie urodzin Stanisława Horno-Popławskiego władze miejskie Kutaisi wyremontowały jego dom rodzinny, odbyła się sesja naukowa i specjalnie przygotowany spektakl w operze, tamtejsza szkoła młodych talentów otrzymała jego imię, w kwietniu 2005 staraniem Duszpasterstwa Środowisk Twórczych odsłonięto poświęconą mu tablicę pamiątkową. Od 2011 jego imię nosi alejka (przy klubie Sfinks) w Sopocie (z pamiątkową tabliczką), a od 2017 Bydgoskie Centrum Sztuki.